# Braunia nephelogenes
Braunia nephelogenes là một loài Rêu trong họ Hedwigiaceae. Loài này được de Luna & W.R. Buck mô tả khoa học đầu tiên năm 1991.